# Ganga Zumba
Ganga Zumba (Regno del Congo, 1630 circa – Cucaú, 1680) fu a capo del Quilombo dos Palmares tra il 1670 e il 1678.
Il Quilombo dos Palmares (i quilombo erano comunità di schiavi fuggiaschi), situato nella Capitania del Pernambuco, in una zona oggi appartenente allo stato dell'Alagoas, esisteva già da circa un secolo, ma acquisì importanza con Ganga Zumba (il nome è stato raccolto anche come Ganazumba) e con il nipote e successore Zumbi.
Secondo la tradizione, Ganga Zumba era figlio della principessa Aqualtune, figlia del re del Congo, che fu sconfitta in battaglia e catturata dai portoghesi. Ganga Zumba fu portato in Brasile come schiavo e poi raggiunse il Quilombo dos Palmares, diventandone il leader nel 1670.
Nel quilombo, essendo il numero delle donne molto inferiore a quello degli uomini, una donna poteva avere più uomini, ma Ganga Zumba, come privilegio di leader della comunità, aveva per sé tre mogli, due nere e una mulatta.
Nel 1677, nell'attacco di Fernão Carrilho al quilombo, Ganga Zumba fu ferito e in seguito alla disfatta fu accusato di inettitudine da un'opposizione sorta nelle comunità in cui aveva un ruolo di spicco il nipote Zumbi. Ganga Zumba fece un accordo di pace con i portoghesi. Si arrivò così allo scontro tra la fazione di Ganga Zumba e quella di Zumbi, che riteneva l'accordo un tradimento che comportava il rischio di essere resi schiavi. Ganga Zumba fu avvelenato dai sostenitori di Zumbi.
Nel 1963, il regista brasiliano Carlos Diegues diresse Ganga Zumba, un film che ricostruiva la vicenda della sua vita.